# Kabinett Wittgenstein

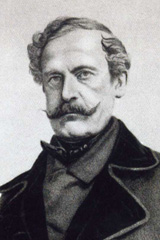
August Ludwig zu Sayn-Wittgenstein-Berleburg

Das Kabinett Wittgenstein war das letzte Gesamt-Reichsministerium der Provisorischen Zentralgewalt des Deutschen Reiches 1848/1849. Es stand unter der Führung von  August Fürst zu Sayn-Wittgenstein-Berleburg. Grundlage für ihre Ernennung und Arbeit war das Reichsgesetz über die Einführung einer provisorischen Zentralgewalt für Deutschland.  

## Geschichte
Vorgänger war das Kabinett Gagern. Nach dem Rücktritt Gagerns setzte Johann den großdeutschen Konservativen Maximilian Karl Friedrich Wilhelm Grävell (Kabinett Grävell) ein. Ein Misstrauensvotum am 17. Mai wurde mit nur zwölf Gegenstimmen angenommen. Bereits nach einigen Tagen wechselte der Vorsitz zum Reichskriegsminister August Ludwig zu Sayn-Wittgenstein-Berleburg, dem seit 21. Mai letzten Reichsministerpräsidenten. Die übrigen Kabinettsmitglieder blieben dieselben. 
Zu der Reichszentralgewalt gehörte neben den Ministern noch der Reichsverweser. Unterstaatssekretäre sind ernannt worden, um das Reichsministerium (die Regierung) nicht zu vergrößern. Wie damals üblich war der Ministerpräsident einer der Fachminister, der zusätzlich den Vorsitz des Ministerrats führte. 
Das Reichsministerium endete am 20. Dezember 1849, als der Reichsverweser Johann von Österreich seine Befugnisse einer von Österreich und Preußen getragenen Bundeszentralkommission übertrug. 

## Liste der Minister
Ministerpräsident: 
- August Fürst zu Sayn-Wittgenstein-Berleburg (21. Mai 1849 bis 20. Dezember 1849)

Reichsminister:
- Reichsminister des Innern: Johann Hermann Detmold (3. Juni 1849 bis 20. Dezember 1849)
- Reichsminister der auswärtigen Angelegenheiten: August Jochmus (16. Mai 1849 bis 20. Dezember 1849)
- Reichsminister des Krieges: August Fürst zu Sayn-Wittgenstein-Berleburg (21. Mai 1849 bis 20. Dezember 1849)
- Reichsminister der Justiz: Johann Hermann Detmold (16. Mai 1849 bis 20. Dezember 1849)
- Reichsminister der Finanzen: Ernst Merck (16. Mai 1849 bis 20. Dezember 1849)
- Reichsminister der Marine: August Jochmus (22. Mai 1849 bis 20. Dezember 1849)

Ministerialbeamte:
- Ministerialsekretär im Reichsministerium des Innern: Gustav Moritz Getz (29. August 1848 bis 20. Dezember 1849)
- Ministerialregistrator und Archivar im Reichsministerium des Innern: Johann Daniel Leutheußer (12. Juli 1848 bis 20. Dezember 1849)
- Kanzleisekretär im Reichsministerium des Innern: Philipp Adolph Leutheußer (20. Juni bis 20. Dezember 1849)
- Kanzleidirektor im Reichsministerium des Innern: Johann Gottfried Radermacher (1. Juni bis 20. Dezember 1849)
- Ministerialrat im Reichsministerium des Innern: Ernst Johann Hermann von Rauschenplat (20. Oktober 1848 bis 20. Dezember 1849)
- Expeditsdirektor im Reichsministerium des Innern: Joseph Rausek (27. Juli 1848 bis 20. Dezember 1849)